# Contentpolis-AMPO
El Contentpolis-AMPO (codi UCI: MCO) va ser un equip ciclista professional espanyol que competí entre el 2006 i 2009. L'equip va tenir la categoria d'equip professional continental, a partir del 2008, per la qual cosa participava en les curses dels Circuits continentals.
L'equip es va crear el 2006 amb el nom de Grupo Nicolás Mateos, com a equip de categoria continental, i era considerat un filial del Saunier Duval-Prodir.
El 2008, va entrar com a patrocinador el Govern de la Regió de Múrcia i l'equip va ser promogut a categoria professional continental.
L'any següent va tornar a canviar de patrocinador, però els problemes financers van provocar la seva desaparició a finals d'any.

## Palmarès

### Principals triomfs
- 2008
  - Volta a La Rioja (Manuel Calvente)
  - Volta a la Comunitat de Madrid (Oleg Chuzhda)
  - Una etapa a la Volta a la Comunitat Valenciana (Manuel Vázquez Hueso)
  - Una etapa a la Rothaus Regio-Tour (Manuel Vázquez Hueso)
- 2009
  - Una etapa a la Volta a Catalunya (Julián Sánchez Pimienta)
  - Gran Premi International CTT Correios de Portugal i una etapa (Adrián Palomares)
  - 1 etapa a la Volta a Portugal (Oleg Chuzhda)
  - 3 etapes a la Volta a Chihuahua (Javier Benítez Pomares) (3)

## Classificacions UCI

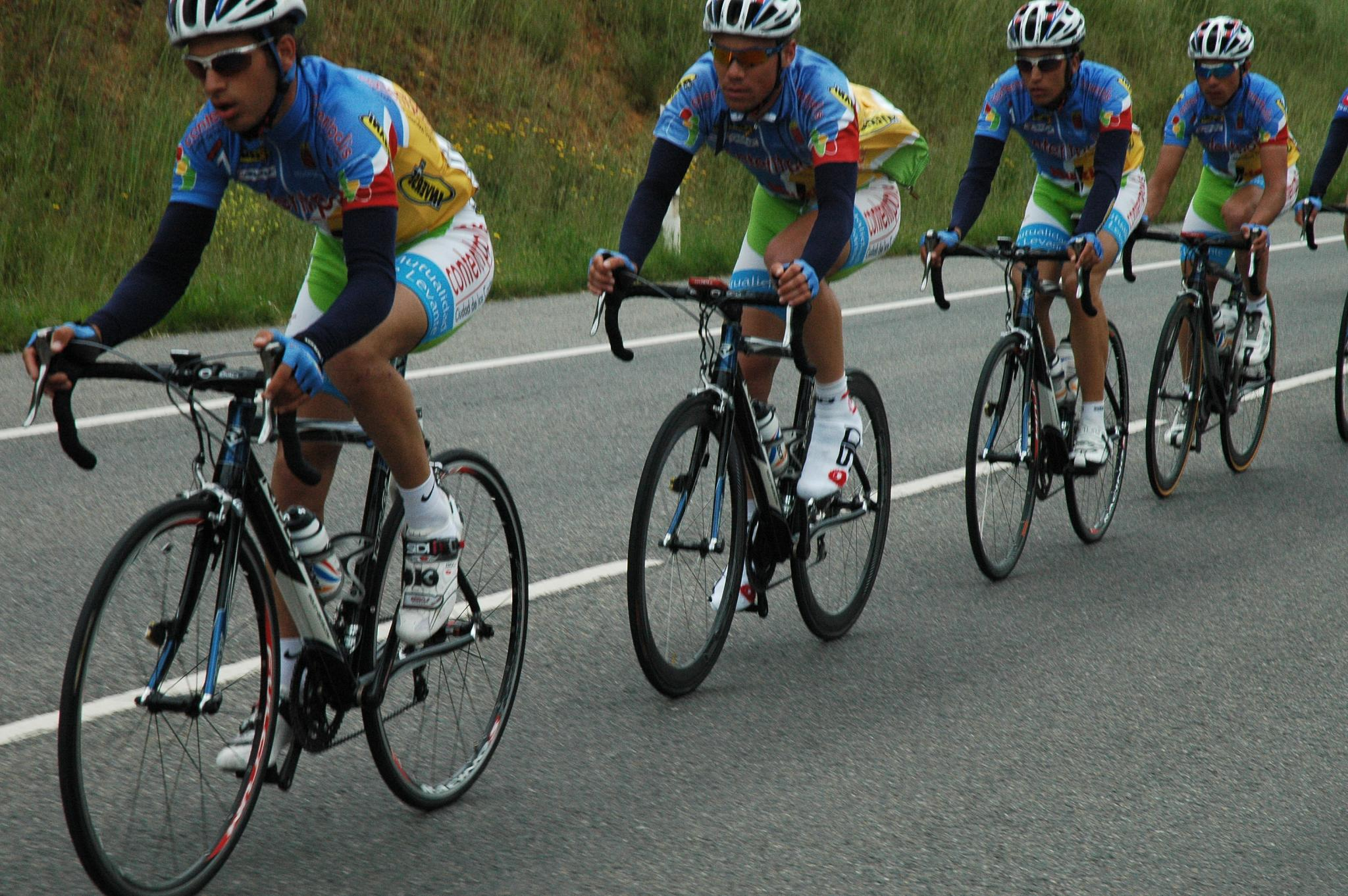
L'equip al 2008

L'equip participa en les proves dels circuits continentals, en particular de l'UCI Europa Tour.
UCI Amèrica Tour
| Temporada | Classificació per equips | Millor ciclista en la classificació individual |
| --------- | ------------------------ | ---------------------------------------------- |
| 2009      | 24è                      | Javier Benítez Pomares (104è)                  |

UCI Europa Tour
| Temporada | Classificació per equips | Millor ciclista en la classificació individual |
| --------- | ------------------------ | ---------------------------------------------- |
| 2006      | 52è                      | Javier Benítez Pomares (43è)                   |
| 2007      | 81è                      | Diego Milán (336è)                             |
| 2008      | 17è                      | Manuel Vázquez Hueso (24è)                     |
| 2009      | 34è                      | Adrián Palomares (138è)                        |

El 2009 la classificació del ProTour és substituïda pel Calendari mundial UCI que integra equips ProTour i equips continentals professionals
| Temporada | Classificació per equips | Millor ciclista en la classificació individual |
| --------- | ------------------------ | ---------------------------------------------- |
| 2009      | 28è                      | Manuel Vázquez Hueso (140è)                    |